# Vuelta a Colombia 1975
La 25.ª edición de la Vuelta a Colombia tuvo lugar entre el 7 y el 19 de julio de 1975. El boyacense Rafael Antonio Niño del equipo Bancafetero-Almadelco se coronó por tercera vez como campeón de la Vuelta con un tiempo de 42 h, 41 min y 16 s. 

## Equipos participantes
| Equipo                       | Categoría  |
| ---------------------------- | ---------- |
| Alberto VO5 A                | Aficionado |
| Alberto VO5 B                | Aficionado |
| Bancafetero-Almadelco        | Aficionado |
| Bogotá A                     | Aficionado |
| Bogotá B                     | Aficionado |
| Ciclo Ases - Distraco        | Aficionado |
| Cooperativa Contranal-Nariño | Aficionado |
| Ferreina                     | Aficionado |
| Industria Licorera de Caldas | Aficionado |
| Industria Licorera del Huila | Aficionado |
| Italia                       | Aficionado |
| Libreta de Plata A           | Aficionado |
| Libreta de Plata B           | Aficionado |
| Licorera de Santander        | Aficionado |
| Licorera y Lotería de Boyacá | Aficionado |
| Lotería-Intra de Nariño      | Aficionado |
| México                       | Aficionado |
| Minobras                     | Aficionado |
| Mixto Quindío                | Aficionado |
| Polímeros Colombianos A      | Aficionado |
| Polímeros Colombianos B      | Aficionado |
| Singer                       | Aficionado |
| Valle                        | Aficionado |
| Valle-Águila Roja            | Aficionado |

## Etapas
| Etapa      | Fecha       | Recorrido                   | Distancia (km)       | Ganador               | Líder                  |                      |
| ---------- | ----------- | --------------------------- | -------------------- | --------------------- | ---------------------- | -------------------- |
| 1.ª etapa  | 7 de julio  | Popayán - Cali              | 133                  | Jaime Galeano         | Jaime Galeano          |                      |
| 2.ª etapa  | 8 de julio  | Cali - Loboguerrero - Cali  | 158                  | Héctor Julio Mayorga  | Héctor Julio Mayorga   |                      |
| 3.ª etapa  | 9 de julio  | Palmira - Cerritos          | 18,3 (CRI)           | Luis Hernán Díaz      | Héctor Julio Mayorga   |                      |
| 4.ª etapa  | 9 de julio  | Presidente-Pereira          | 128                  | Julio Alberto Rubiano | Carlos Julio Siachoque |                      |
| 5.ª etapa  | 10 de julio | Cartago - Armenia circuito  | 72                   | Gonzalo Marín         | Carlos Julio Siachoque |                      |
| 6.ª etapa  | 11 de julio | Armenia - Riosucio          | 150                  | Carlos Campaña        | Efraín Pulido          |                      |
| 7.ª etapa  | 12 de julio | Riosucio - Medellín         | 154                  | Rafael Antonio Niño   | Rafael Antonio Niño    |                      |
| 8.ª etapa  | 13 de julio | Vuelta a Oriente            | 131                  | Juan Humberto Mesa    | Rafael Antonio Niño    |                      |
|            | 14 de julio | Descanso en Medellín        | Descanso en Medellín | Descanso en Medellín  | Descanso en Medellín   | Descanso en Medellín |
| 9.ª etapa  | 15 de julio | Caldas - Medellín - Anserma | 162                  | Carlos Campaña        | Rafael Antonio Niño    |                      |
| 10.ª etapa | 16 de julio | Anserma - Manizales         | 130,4                | Rafael Antonio Niño   | Rafael Antonio Niño    |                      |
| 11.ª etapa | 17 de julio | Manizales - Armero          | 147                  | Plinio Casas          | Rafael Antonio Niño    |                      |
| 12.ª etapa | 18 de julio | Armero - Mariquita          | 27,4 (CRI)           | Rafael Antonio Niño   | Rafael Antonio Niño    |                      |
| 13.ª etapa | 18 de julio | Mariquita - La Dorada       | 57,4                 | Jaime Galeano         | Rafael Antonio Niño    |                      |
| 14.ª etapa | 19 de julio | La Dorada - Bogotá          | 188                  | Juan de Dios Morales  | Rafael Antonio Niño    |                      |

## Clasificaciones finales

### Clasificación general
Los diez primeros en la clasificación general final fueron:
| Clasificación general |                         |                              |                  |
| Ciclista              | Ciclista                | Equipo                       | Tiempo           |
| --------------------- | ----------------------- | ---------------------------- | ---------------- |
| 1.º                   | Rafael Antonio Niño     | Bancafetero-Almadelco        | 42 h 41 min 16 s |
| 2.º                   | José Patrocinio Jiménez | Minobras                     | + 6 min 07 s     |
| 3.º                   | Carlos Julio Siachoque  | Polímeros Colombianos A      | + 8 min 41 s     |
| 4.º                   | Efraín Pulido           | Libreta de Plata A           | + 10 min 33 s    |
| 5.º                   | Gonzalo Marín           | Alberto VO5 A                | + 12 min 30 s    |
| 6.º                   | Jorge Amable Vásquez    | Cooperativa Contranal-Nariño | + 12 min 45 s    |
| 7.º                   | Norberto Cáceres        | Ferreina                     | + 14 min 01 s    |
| 8.º                   | Julio Alberto Rubiano   | Minobras                     | + 15 min 15 s    |
| 9.º                   | Carlos Campaña          | Cooperativa Contranal-Nariño | + 17 min 23 s    |
| 10.º                  | Plinio Casas            | Licorera y Lotería de Boyacá | + 19 min 52 s    |

### Clasificación de la montaña
| Clasificación de la montaña |                         |                              |        |
| Ciclista                    | Ciclista                | Equipo                       | Puntos |
| --------------------------- | ----------------------- | ---------------------------- | ------ |
| 1.º                         | Rafael Antonio Niño     | Bancafetero-Almadelco        | 37     |
| 2.º                         | Carlos Campaña          | Cooperativa Contranal-Nariño | 30     |
| 3.º                         | José Patrocinio Jiménez | Minobras                     | 18     |

### Clasificación de las metas volantes
| Clasificación de las metas volantes |                    |                       |        |
| Ciclista                            | Ciclista           | Equipo                | Puntos |
| ----------------------------------- | ------------------ | --------------------- | ------ |
| 1.º                                 | Edgar García Pérez | Valle-Águila Roja     | 30     |
| 2.º                                 | Luis Hernán Díaz   | Polímeros Colombianos | 26     |
| 3.º                                 | Efraín Pulido      | Libreta de Plata      | 24     |

### Clasificación de la combinada
| Clasificación de la combinada |                     |                              |        |
| Ciclista                      | Ciclista            | Equipo                       | Puntos |
| ----------------------------- | ------------------- | ---------------------------- | ------ |
| 1.º                           | Rafael Antonio Niño | Bancafetero-Almadelco        | 15     |
| 2.º                           | Efraín Pulido       | Libreta de Plata             | 25     |
| 3.º                           | Carlos Campaña      | Cooperativa Contranal-Nariño | 26     |

### Clasificación de la regularidad
| Clasificación de la regularidad |                     |                              |        |
| Ciclista                        | Ciclista            | Equipo                       | Puntos |
| ------------------------------- | ------------------- | ---------------------------- | ------ |
| 1.º                             | Rafael Antonio Niño | Bancafetero-Almadelco        | 93     |
| 2.º                             | Carlos Campaña      | Cooperativa Contranal-Nariño | 61     |
| 3.º                             | Gonzalo Marín       | Alberto VO5 A                | 39     |

### Clasificación de los novatos
| Clasificación de los novatos |                          |                    |                  |
| Ciclista                     | Ciclista                 | Equipo             | Tiempo           |
| ---------------------------- | ------------------------ | ------------------ | ---------------- |
| 1.º                          | José Alfonso López       | Libreta de Plata B | 43 h 23 min 31 s |
| 2.º                          | Manuel Ignacio Gutiérrez | Ferreina           | + 6 min 20 s     |
| 3.º                          | José Betancourt          | Valle-Águila Roja  | + 14 min 8 s     |

### Clasificación por equipos
| Clasificación por equipos |                              |                   |
| Equipo                    | Equipo                       | Tiempo            |
| ------------------------- | ---------------------------- | ----------------- |
| 1.º                       | Cooperativa Contranal-Nariño | 128 h 21 min 39 s |
| 2.º                       | Minobras                     | + 2 min 58 s      |
| 3.º                       | Ferreina Cundinamarca        | + 30 min 02 s     |